# Ildelita
Ildelita, conosciuta anche come Hildilid (... – Barking, ...; fl. VII-VIII secolo), è stata una badessa del monastero doppio di Barking, nell'Essex, vissuta tra il settimo e l'ottavo secolo. È venerata come santa dalla Chiesa cattolica, dalla Chiesa ortodossa e dalla Comunione anglicana.

## Biografia
Poco ci è noto della vita di Ildelita; la prima fonte che la menziona è la Historia ecclesiastica gentis Anglorum, un'opera in latino scritta da Beda il Venerabile e completata nel 731. Stando a quanto narrato da Beda, Ildelita succedette come badessa a Etelburga, co-fondatrice dell'abbazia di Barking, che in passato era stata sua allieva. Ildelita era infatti stata chiamata a Barking, forse dalla Francia, dal vescovo e abate Earconvaldo perché istruisse la sorella Etelburga al ruolo di badessa del monastero che i due avevano fondato, monastero in cui Ildelita rimase poi come monaca. Beda non fornisce una data per la sopraccitata successione, tuttavia, secondo il cronista inglese del XII secolo Giovanni di Worcester, Etelburga sarebbe morta nell'anno 675, anno che quindi corrisponderebbe all'inizio dell'incarico di Ildelita. Ciò appare tuttavia in contrasto con altri resoconti, secondo cui ad esempio il vescovo Earconvaldo, morto nel 693, sarebbe morto durante una visita alla sorella a Barking; ciò farebbe infatti posticipare la data di morte di Etelburga, e di conseguenza la nomina a badessa di Ildelita, di almeno 20 anni.
Nella sua Historia, Beda racconta poi che Ildelita mantenne il ruolo di badessa per molti anni, fino alla vecchiaia, e che fece traslare le ossa "dei servi e delle serve di Dio" nella chiesa del monastero, dedicata alla Vergine Maria, descrivendo anche come una donna cieca abbia miracolosamente riacquistato la vista dopo aver pregato in quel luogo; tuttavia, il cronista anglosassone non indica alcuna data per la morte di Ildelita.
Uno scambio epistolare databile attorno al 716 e avvenuto tra San Bonifacio e una sua corrispondente di nome Edburga, identificabile con una suora dell'abbazia di Winburne, nel Wessex, o anche con Santa Eadburga, allora badessa dell'abbazia di Minster-in-Thanet, cita Ildelita come fonte originale del racconto di una visione avuta da un monaco dell'abbazia di Wenlock, ma non indica se all'epoca la donna fosse ancora viva. Tali lettere sono peraltro una testimonianza di come Ildelita fosse in contatto con i maggiori intellettuali anglosassoni del suo tempo, cosa peraltro comprovata anche dal fatto che Aldelmo di Malmesbury, abate e vescovo anglosassone del VII secolo, dedicò a lei e a nove delle sue consorelle, note all'epoca come un gruppo di donne di elevato ingegno e conoscenza, la sua opera De virginitate.
Durante il suo periodo come badessa, Ildelita venne poi certamente a contatto con figure molto altolocate, basti infatti pensare che nel monastero da lei condotto risiedettero per alcuni anni, dopo aver preso i voti e prima di trasferirsi nell'abbazia di Wimborne Minster, le principesse reali del Wessex Cutburga e Cuenburga, la prima delle quali era stata anche regina di Northumbria, anch'esse poi nominate sante.
Non è noto chi succedette a Ildelita nel ruolo di badessa, poiché la successiva badessa di Barking a noi nota, che fu in particolare la prima badessa dell'abbazia ricostruita dopo le devastazioni danesi del IX secolo, è Wulfilda, vissuta circa tre secoli dopo, poco prima dell'invasione normanna dell'XI secolo. Proprio all'XI secolo risale anche un'agiografia di Ildelita scritta da Gozzelino di San Bertino.